# (8727) 1996 VZ7
A (8727) 1996 VZ7 a Naprendszer kisbolygóövében található aszteroida. Ueda Szeidzsi és Kaneda Hirosi fedezte fel 1996. november 3-án.